# Jordan Marshall
Jordan Marshall (Newcastle upon Tyne, 27 ottobre 1996) è un calciatore inglese, difensore del The New Saints.

## Carriera
Nato a Newcastle upon Tyne, è cresciuto calcisticamente nelle giovanili del Carlisle United. Nel 2015 firma il suo primo contratto da professionista con il Queen of the South, formazione militante nella seconda divisione scozzese. Dopo quattro stagioni trascorse con la società di Dumfries, nel 2019 viene acquistato dal Dundee, con il cui ha ottenuto la promozione nella massima serie scozzese al termine della stagione 2020-2021.

## Statistiche

### Presenze e reti nei club
Statistiche aggiornate al 10 aprile 2022.
| Stagione        | Squadra            | Campionato      | Campionato | Campionato | Coppe nazionali | Coppe nazionali | Coppe nazionali | Coppe continentali | Coppe continentali | Coppe continentali | Altre coppe | Altre coppe | Altre coppe | Totale | Totale |
| Stagione        | Squadra            | Comp            | Pres       | Reti       | Comp            | Pres            | Reti            | Comp               | Pres               | Reti               | Comp        | Pres        | Reti        | Pres   | Reti   |
| --------------- | ------------------ | --------------- | ---------- | ---------- | --------------- | --------------- | --------------- | ------------------ | ------------------ | ------------------ | ----------- | ----------- | ----------- | ------ | ------ |
| 2015-2016       | Queen of the South | SC              | 29         | 0          | CS+CdL          | 1+2             | 0               |                    | -                  | -                  |             | -           | -           | 32     | 0      |
| 2016-2017       | Queen of the South | SC              | 31         | 0          | CS+CdL          | 1+5             | 0               |                    | -                  | -                  |             | -           | -           | 37     | 0      |
| 2017-2018       | Queen of the South | SC              | 29         | 2          | CS+CdL          | 2+4             | 0               |                    | -                  | -                  |             | -           | -           | 35     | 2      |
| 2018-2019       | Queen of the South | SC              | 35+4       | 1+0        | CS+CdL          | 4+5             | 0               |                    | -                  | -                  |             | -           | -           | 48     | 1      |
| 2019-2020       | Dundee             | SC              | 17         | 0          | CS+CdL          | 1+5             | 0               |                    | -                  | -                  |             | -           | -           | 23     | 0      |
| 2020-2021       | Dundee             | SC              | 24+2       | 1+0        | CS+CdL          | 2+4             | 0               |                    | -                  | -                  |             | -           | -           | 32     | 1      |
| 2021-2022       | Dundee             | SP              | 25         | 0          | CS+CdL          | 1+4             | 0               |                    | -                  | -                  |             | -           | -           | 30     | 0      |
| Totale carriera | Totale carriera    | Totale carriera | 196        | 4          |                 | 41              | 0               |                    | -                  | -                  |             | -           | -           | 237    | 4      |

## Palmarès

### Club

#### Competizioni nazionali
- Scottish Championship: 1

Dundee: 2022-2023
- Campionato gallese: 2

The New Saints: 2023-2024, 2024-2025
- Coppa di Lega gallese: 2

The New Saints: 2023-2024, 2024-2025
- Coppa del Galles: 1

The New Saints: 2024-2025